# سفارة الأرجنتين في تشيلي
سفارة الأرجنتين في تشيلي هي أرفع تمثيل دبلوماسي لدولة الأرجنتين لدى تشيلي. تقع السفارة في سانتياغو وهي تهدف لتعزيز المصالح الأرجنتينية في تشيلي.

## وصلات خارجية
- قائمة سفارات الأرجنتين
- قائمة السفارات في تشيلي